# Fnatic
Fnatic (udtalt "fanatic"; også stiliseret som fnatic eller FNATIC) er en professionel E-sport-organisation med hovedkvarter i London, Storbritannien. Det blev grundlagt den 23. juli 2004, og holdet har spillere fra hele verden, som spiller i en række forskellige spil som bl.a. Counter-Strike: Global Offensive, Tom Clancy's Rainbow Six Siege, Dota 2, Heroes of the Storm ogLeague of Legends.
Fnatics League of Legends-hold vandt det allerførste League of Legends World Championship i 2011, og det har også rekorden for flest League of Legends Championship Series split titler i LEC, med sammenlagt syv ud af de tolv, som er spillet frem til sommeren 2019. I 2015 EU LCS Summer Split blev de det først LCS-hold der gennemførte et split uden nederlag.
Fnatics Counter-Strike-hold har traditionelt ligget i Sverige, og det bliver også betragtet som et af de bedste spillets historie, idet de har vundet tre Global Offensive Majors og adskillige andre turneringer.